# Borowy Młyn (powiat nidzicki)
Borowy Młyn (niem. Heidemühle) – wieś przymłyńska w Polsce położona w województwie warmińsko-mazurskim, w powiecie nidzickim, w gminie Nidzica. Miejscowość wchodzi w skład sołectwa Kanigowo.
Osada wzmiankowana po raz pierwszy w 1500.
W latach 1975–1998 miejscowość administracyjnie należała do województwa olsztyńskiego.